# Petaurus breviceps
 (mai 2022).
Le contenu est difficilement compréhensible vu les erreurs de traduction, qui sont peut-être dues à l'utilisation d'un logiciel de traduction automatique.
Phalanger volant à queue courte, Phalanger volant
Pour les articles homonymes, voir Phalanger et Phalanger (homonymie).
Espèce
Statut de conservation UICN

 LC  : Préoccupation mineure
Répartition géographique
Le phalanger volant à queue courte (Petaurus breviceps), souvent appelé plus simplement phalanger volant. Ses noms vernaculaires sont ”phalanger”, mais beaucoup préfèrent ”sugar glider” voire ”sugar” ou ”susu”. 
Le phalanger volant, est un petit marsupial originaire d'Australie de l'est et du nord, de la Nouvelle-Guinée et de l'archipel Bismarck, également introduit en Tasmanie, capable d'effectuer des vols planés.
La traduction littérale de son surnom anglais Sugar Glider amène l'usage inapproprié de surnoms tels que planeur à sucre, sucre volant voire planeur de sucre.

## Description
Son surnom anglais est en rapport à son penchant pour les nourritures sucrées (sugar : sucre) et parce qu’il peut planer d’arbre en arbre (glider : planeur).
Le phalanger volant mesure environ 16 à 20 cm et il est doté d'une queue légèrement plus longue que le corps. La femelle pèse de 80 g à 135 g et le mâle de 100 g à 165 g. Son pelage est gris-perlé, avec des taches noires et blanc-cassé. Les oreilles sont grandes, droites et sans fourrure. La queue est effilée et le dernier quart de l'animal est noir, souvent avec un bout blanc. Le museau est arrondi et court. Les yeux sont grands et foncés. Les espèces nordiques ont tendance à être plus marron que gris, et, comme la règle de Bergmann le prédit, plus petites.
Cependant, la caractéristique la plus remarquable du phalanger volant sont les deux patagiums (membranes) issus du cinquième doigt du membre avant jusqu'au premier orteil du membre postérieur. Ils sont parfaitement invisibles quand l'animal est au repos en donnant simplement l'impression qu'il a perdu un peu de poids. Ils se voient immédiatement quand le phalanger volant décolle. Les patagiums sont utilisés pour planer d'arbre en arbre : quand ils sont déployés, ils forment une surface aérodynamique de la taille d'un grand mouchoir.

## Caractéristiques
Le phalanger volant a une durée de vie comprise entre 10 et 15 ans. C'est un animal nocturne ; il dort le jour et s’active à la tombée de la nuit. S’il est visible en journée, c’est généralement parce qu’il est malade.
Son groupe familial peut compter jusqu’à dix adultes, dans une structure généralement composée d’un mâle dominant, de femelles et de mâles subordonnés. Il est territorial et prêt à protéger farouchement son nid et sa nourriture.
Il communique en aboyant ou en sifflant. S'il a peur, il émet des sons similaires à ceux d'une feuille de métal déchiquetée. Pour communiquer, il émet une odeur très désagréable faite des signaux chimiques et phéromones.
Son régime alimentaire est très complexe et varie en fonction des saisons. Il mange la résine et la sève des arbres, des insectes et même du pollen. Il ne se porte pas bien s'il ne trouve pas ces nutriments.
Pour ces diverses raisons, le phalanger volant ne peut pas bien vivre en captivité. C’est un animal sauvage dont les besoins complexes sont difficiles à satisfaire chez un particulier.

### Nouvel animal de compagnie.
Le phalanger volant est un NAC de plus en plus répandu, aux États-Unis notamment. Les conditions d'acquisition de cet animal sont variables suivant les pays. En France, Il faut être titulaire d’un certificat de capacité. Il faut fournir à cet animal un environnement calme le jour car il est actif la nuit générant du bruit et de l'agitation. Son régime alimentaire particulier est coûteux : fruits et légumes quotidiens notamment. Comme il a un besoin impératif de compagnie, il faut passer quelques heures avec lui chaque jour et il est préférable d’avoir au moins deux individus. Le phalanger volant peut se montrer très attaché à son maître, mais il ne sera jamais totalement domestiqué ; il peut même se montrer agressif vis-à-vis de son propriétaire. Enfin, il est impératif de se procurer des animaux auprès d'élevages assermentés, car la population mondiale de possums, dont font partie les phalangers, baisse considérablement du fait de la déforestation en Australie.

## Vol plané
Ses membranes sont tout d'abord un moyen efficace d'atteindre des ressources nutritives. Elles peuvent également aider l'animal à échapper à des prédateurs comme les goannas (varans) ou les marsupiaux carnivores que les renards, chats et dingos ont remplacés. Cette capacité à planer n'est bien évidemment pas très utile contre des prédateurs aviaires, comme les hiboux ou les martins-chasseurs géants.
Même si leur technique de vol plané semble primitive comparée à celle d'animaux "spécialisés" comme les oiseaux ou les chauves-souris, les phalangers volants peuvent planer sur des distances étonnamment longues : leur vol a été mesuré jusqu'à 50 m. Ils tournent efficacement en courbant l'une de leurs "ailes" (le patagium). Ils bondissent avec force d'un arbre grâce à leurs pattes antérieures et, arrivés à environ trois mètres de leur destination, ils ramènent leurs pattes antérieures près de leur corps et se redressent pour attraper l'arbre avec les quatre pattes.

## Sous-espèces
Il y a sept sous-espèces de P. breviceps:
- P. b. breviceps (Waterhouse, 1839) ;
- P. b. longicaudatus (Longman, 1924) ;
- P. b. ariel (Gould, 1842) ;
- P. b. flavidus (Tate & Archbold, 1935) ;
- P. b. papuanus (Thomas, 1888) ;
- P. b. tafa (Tate & Archbold, 1935) ;
- P. b. biacensis (Ulmer, 1940).

## État, pressions, menaces
Cette espèce peut être localement menacée ou affectée par l'éclairage nocturne (pollution lumineuse).

## Élevage
Les phalangers sont difficiles à élever parce qu'ils demandent beaucoup d'attention. Ce sont des animaux sociaux ; il ne faut pas les élever seuls. Les sujets solitaires deviennent très déprimés et peuvent manifester des comportements d'autodestruction.
Les meilleures conditions d'élevage sont la présence de deux adultes avec les bébés.

## Alimentation
Le phalanger est omnivore. Son alimentation varie en fonction des ressources disponibles et des saisons. Pendant l'automne et l'hiver, il se nourrit de sève des arbres : eucalyptus, banksia, acacia, ainsi que des insectes que peut contenir cette sève. Pour sucer la sève des arbres, il a développé des incisives inférieures particulières qui peuvent percer l'écorce. Le reste de l'année, il se nourrit d'arthropodes et de petits vertébrés.

## Répartition

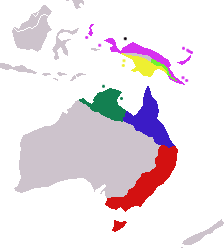
sous-espèces de Petaurus breviceps :
P. b. breviceps
P. b. longicaudatus
P. b. ariel
P. b. flavidus
P. b. papuanus
P. b. tafa
P. b. biacensis